# Suicide Squad Isekai
Suicide Squad Isekai (異世界スーサイド・スクワッド, Isekai Sūsaido Sukuwaddo) est une série d'animation américano-japonaise basée sur l'équipe de super-vilains Suicide Squad tiré des comics de l'univers DC Comics. La série est produite par le studio japonais Wit Studio et réalisée par Eri Osada. Elle est diffusée à la télévision japonaise à partir du 6 juillet 2024, et aux États-Unis à partir du 27 juin 2024.

## Synopsis
La Suicide Squad se retrouve dans un autre monde où existent la magie et les dragons. À moins qu’ils ne reviennent, les nano-bombes implantées sur eux exploseront dans les 72 heures.

## Distribution

### Voix originales japonaises
- Anna Nagase : Dr Harleen Frances Quinzel / Harley Quinn[2]
- Yūichirō Umehara : le Joker[2]
- Reigo Yamaguchi (ja) : Floyd Lawton / Deadshot[2]
- Takehito Koyasu : Christopher Smith / Peacemaker[2]
- Jun Fukuyama : Basil Karlo / Gueule d'argile[2]
- Subaru Kimura (ja) : Nanaue / King Shark[2]
- Taku Yashiro (ja) : Rick Flag[3]
- Kujira : Amanda Waller[3]
- Chika Anzai : Tatsu Yamashiro / Katana[3]
- Reina Ueda : Fione[3]
- Mamiko Noto : Aldora / la Reine des Morts[3]
- Jun Fukushima (ja) : Cecil[3]
- Yōji Ueda (ja) : Ratcatcher[4]
- Hōchū Ōtsuka : le Penseur[4]
- Shizuka Itō : June Moone / Enchanteresse[4]
- Tarō Kiuchi (ja) : Killer Croc[4]
- Yukari Tamura: Lich

### Voix françaises
- Claire Baradat : Dr Harleen Frances Quinzel / Harley Quinn
- Baptiste Marc : Deadshot
- Bastien Bourlé : Gueule d'argile
- David Krüger : Peacemaker
- Yannick Lassère : King Shark
- Jérémie Bédrune : Rick Flag
- Lisa Caruso : Fione
- Antoine Nouel : Cecil
- Marc Maurille : le Joker
- Charlotte Correa : Aldora
- Olivia Luccioni : la Reine des Morts
- Clément Moreau : Ratcatcher
- Julien Kramer : Killer Croc
- Emmylou Homs : Katana

## Production
La série a été annoncée en juillet 2023 par Warner Bros. Japan et le studio d'animation japonais Wit Studio. Eri Osada réalise la série tandis que Tappei Nagatsuki et Eiji Umehara s'occupent du scénario et Mizuki Takahashi. Naoto Hosoda est chargé du design des personnages en se basant sur des brouillons de la mangaka Akira Amano. La musique est composée par Kenichiro Suehiro (ja),,,. La série est diffusée depuis le 27 juin 2024 aux États-Unis sur les plateformes en ligne Max et Hulu. La série est diffusée, au même rythme, en sous-titré Français sur la plateforme ADN. La série est également diffusée depuis le 6 juillet 2024 sur les chaînes japonaises Tokyo MX et BS11.
Tomoyasu Hotei interprète le générique de début intitulé Another World, tandis que Mori Calliope interprète le générique de fin intitulé Go-Getters.

## Liste des épisodes
| No | Titre de l’épisode en français | Titre de l’épisode en anglais | Date de 1re diffusion          |
| --- | ------------------------------ | ----------------------------- | ------------------------------ |
| 1 | Épisode 1                      | Episode 1                     | 27 juin 2024 6 juillet 2024    |
| Emprisonnée au pénitencier de Belle Reve, Harley Quinn est sélectionnée par Amanda Waller pour une mission forcée pour le compte de l'A.R.G.U.S. Équipée d'une bombe à retardement, elle est envoyée, en compagnie de Deadshot, Gueule d'argile, King Shark, et un autre mystérieux super-vilain, à travers un portail vers ce qui s'avère être un autre monde, où existent la magie, les orcs et les dragons. |                                |                               |                                |
| 2 | Épisode 2                      | Episode 2                     | 27 juin 2024 13 juillet 2024   |
| 3 | Épisode 3                      | Episode 3                     | 27 juin 2024 20 juillet 2024   |
| 4 | Épisode 4                      | Episode 4                     | 4 juillet 2024 27 juillet 2024 |
| 5 | Épisode 5                      | Episode 5                     | 11 juillet 2024 3 août 2024    |
| 6 | Épisode 6                      | Episode 6                     | 18 juillet 2024 10 août 2024   |
| 7 | Épisode 7                      | Episode 7                     | 25 juillet 2024 17 août 2024   |
| 8 | Épisode 8                      | Episode 8                     | 1er août 2024 24 août 2024     |
| 9 | Épisode 9                      | Episode 9                     | 8 août 2024 31 août 2024       |
| 10 | Épisode 10                     | Episode 10                    | 15 août 2024 7 septembre 2024  |